# Имэй
Имэ́й (кит. упр. 伊美, пиньинь Yīměi) — район городского подчинения городского округа Ичунь провинции Хэйлунцзян (КНР). Название района образовано из названий ранее существовавших здесь районов Ичунь и Мэйси.

## История
В первой половине XX века эти земли находились под юрисдикцией уезда Танъюань. В 1943 году здесь прошла железная дорога и появилась станция Мэйси. В декабре 1948 года появилась деревня Мэйсицунь (美溪村).
В 1952 году был образован уезд Ичунь, и эти места вошли в его состав. В сентябре 1955 года был образован посёлок Ичунь (伊春镇).
В 1957 году уезд Ичунь был преобразован в городской округ, при этом посёлки Умахэ, Уминьхэ и Ичунь объединены в район Исинь (伊新区), а посёлки Мэйси, Дафэн и Удаоку — в район Мэйси.
В 1960 году район Исинь был объединён в единую структуру с Идунским лесничеством.
В декабре 1962 года к району Мэйси был присоединён район Дасилинь (大西林区).
В апреле 1964 года район Исинь был разделён на посёлок Ичунь и район Идун (伊东区), в том же году был образован район Уминьхэ (乌敏河区).
В 1966 году район Идун был присоединён к району Уминьхэ.
В октябре 1967 года посёлок Ичунь был преобразован в район Ичунь.
В 1969 году из района Мэйси был выделен район Силинь.
В 1983 году район Уминьхэ был переименован в Умахэ.
В 2019 году было проведено крупное изменение административно-территориального деления городского округа Ичунь, в ходе которого старые районы были расформированы, а на землях бывших районов Ичунь, Мэйси и восточной половины района Умахэ был образован новый район Имэй.
1. ↑  国务院第七次全国人口普查领导小组办公室 中国人口普查分县资料—2020 (кит.) — 北京市: 中国统计出版社, 2022. — 983 с. — ISBN 978-7-5037-9772-9